# Fidel Castro
Fidel Castro ( audio), pe numele său complet Fidel Alejandro Castro Ruz (n. 13 august 1926, Birán⁠(d), Holguín Province⁠(d), Cuba – d. 25 noiembrie 2016, La Habana, Havana Province⁠(d), Cuba) a fost un revoluționar cubanez care a participat la răsturnarea dictaturii lui Fulgencio Batista și transformarea Cubei în primul stat comunist din emisfera vestică. A deținut titlul de premier până în 1976, când a devenit președintele Consiliului Statului și Consiliului Miniștrilor. Fidel Castro Ruz a fost prim-secretar al Partidului Comunist Cubanez (PCC) de la formarea sa în 1965. Fratele său, Raúl, a devenit succesorul lui Fidel Castro în 2008.
Fidel Castro a fost unul dintre cei mai „vânați” oameni din istorie, asupra vieții sale fiind comise numeroase atentate, toate soldate cu eșec. Fabián Escalante⁠(es)[traduceți], fostul șef al serviciilor de contrainteligență ale Cubei, cel care a fost împuternicit cu protejarea lui Fidel Castro pe durata celor 49 de ani cât s-a aflat la dictatură, a estimat numărul atentatelor la viața lui Castro la 638. În 2006 pe acest subiect a fost produs un film documentar britanic intitulat 638 Ways to Kill Castro.
Fidel Castro deține Recordul Guinness pentru cel mai lung discurs ținut la ONU, cu o durată de 4 ore și 29 de minute, în data de 29 septembrie 1960. Cel mai lung discurs al său în Cuba, a durat 7 ore și 10 minute, în anul 1986, în Havana, la cel de-al III-lea Congres al Partidului Comunist.

## Viața de început și ridicarea la putere
Fidel Castro s-a născut pe 13 august 1926, în Birán (lângă Mayarí, azi în provincia Holguín), în familia lui Ángel Castro y Argiz și Lina Ruz González. Și-a petrecut primii ani în familia sa bogată de fermieri, fiind educat în școli iezuite, inclusiv în Colegio Belén din Havana. Din 1945 a studiat dreptul la Universitatea din Havana, absolvind în 1950. 
Castro a practicat avocatura într-o societate mică între 1950-1952. El a devenit candidat pentru un loc în parlament pentru Partidul Ortodox, dar lovitura de stat al lui Fulgencio Batista l-a dat jos pe Carlos Prío Socárras, și alegerile au fost anulate. Castro l-a acuzat pe Batista de violarea constituției în tribunal, dar petiția a fost ignorată. În schimb, Castro a atacat cazarma din cartierul Moncada al orașului Santiago de Cuba pe 26 iulie 1953. Peste 80 din atacatori au fost uciși, iar Castro a fost arestat. A fost acuzat și condamnat la 15 ani închisoare. Totuși a fost eliberat în mai 1955 și a plecat în exil în Mexic și Statele Unite, unde a format Mișcarea 26 Iulie.
Până la urmă Castro s-a întors în Cuba cu un număr de exilați, navigând clandestin din Mexic în Cuba pe iahtul Granma. Prima acțiune a avut loc în provincia Oriente pe 2 decembrie 1956. Doar 16 din cei 81 de atacatori au supraviețuit și s-au retras în munții Sierra Maestra pentru a duce un război de gherilă împotriva forțelor lui Batista. Printre supraviețuitori erau și Ernesto "Ché" Guevara, Raúl Castro și Camilo Cienfuegos. Pe 24 mai 1958, Batista a trimis 17 batalioane împotriva lui Castro, care au fost înfrânte din cauza moralului scăzut și ratei mari de dezertare. În ziua de 1 ianuarie 1959, Batista și C. R. Aguero au fugit din țară, iar forțele lui Castro au cucerit Havana.
În 1961, Fidel Castro a fost decorat cu Premiul Lenin pentru Pace.

## Președinția lui Castro

### Politica economică
Castro și-a consolidat controlul asupra țării prin naționalizarea industriei, exproprierea proprietății private, colectivizarea agriculturii și impunerea de politici despre care el credea că vor folosi populației. Mulți cubanezi au fugit însă din țară, majoritatea în Miami, Florida. Din cauza embargoului economic impus de S.U.A., Cuba a devenit apoi din ce în ce mai dependentă de Uniunea Sovietică și alte țări din blocul comunist, al căror ajutor economic (estimat la un sfert din produsul național brut al insulei) era vital pentru menținerea condițiilor de viață ale cubanezilor. Dizolvarea URSS în 1991 a avut repercusiuni negative asupra politicii economice.
Majoritatea suporterilor lui Castro citează embargoul american ca sursa majorității problemelor economice ale insulei.
Cuba este a doua cea mai populară destinație turistică din Caraibe, după Republica Dominicană, turismul fiind o sursă de valută străină, cealaltă formă fiind banii trimiși de cubanezi locuind în America rudelor lor din Cuba.
Majoritatea energiei vine din petrolul din Venezuela, în parte în schimb pentru personal medical cubanez.
În ultimii ani, Castro a investit în biotehnologie pentru a susține economia cubaneză și pentru a găsi înlocuitori pentru importul de medicină străină.

### Îngrijire medicală
Educația și îngrijirea medicală au devenit valabile pentru toți în Cuba. Statisticile UNESCO confirmă că Republica Cuba are cea mai mică rată de analfabetism din America Latină.
Rata mortalității infantile este cea mai mică din regiune, îngrijirea medicală este de o calitate foarte mare iar toți cubanezii primesc lapte pe gratis până la vârsta de șase ani. În afară de divertisment, televiziunea cubaneză transmite și cursuri la nivel de liceu pentru populația adultă. Drept recunoștință pentru eforturile sale, Castro a devenit primul șef de stat care a primit medalia Sănătate Pentru Toți de la Organizația Mondială de Sănătate pe 12 aprilie 1988.
Guvernul american nu ia în considerare pretențiile de realizări semnificative de guvernul lui Fidel Castro și spun despre Cuba că "A reținut ceea ce erau deja nivele mari de dezvoltare în îngrijire medicală și educație".
Mass-media cubaneză foarte des conturează diferența între copiii cubanezi și copiii ce fac trafic cu droguri, forțați în prostituție și forțați să trăiască în părțile murdare ale orașelor, ca Bogotá, Los Angeles, Buenos Aires sau în favelasurile braziliene. În contrast, foarte puțini copii cubanezi trăiesc pe străzi.
Aproximativ 20.000 doctori au fost trimiși de Cuba în jurul lumii pentru a trimite ajutor medical la aproximativ 60 din țările lumii a treia.
Conducerea lui Castro în Cuba a rămas în mare parte necontestată. Suporterii lui spun că aceasta este din cauza faptului că populația crede că Fidel Castro a îmbunătățit sistemele medicale.
De obicei e recunoscut progresul important făcut de Cuba în dezvoltarea farmaceuticelor.

### Educație și campania pentru eliminarea analfabetismului
Castro a îmbunătățit și starea educațională a cubanezilor. Campania sa se concentra asupra zonelor rurale, unde analfabetismul era mare. Din 1960, aproape 270.000 de profesori și studenți au fost trimiși să-i învețe pe toți să scrie și citească, iar cei care reușeau erau nevoiți să-i scrie o scrisoare lui Fidel Castro. Campania a reușit: rata analfabetismului a scăzut de la 20% la 4%.

### Imagine populară
Un vizibil cult al personalității s-a născut în jurul lui Castro, deși el a încercat să-l descurajeze. În comparație cu majoritatea oamenilor forte, Castro a apărut doar de 2 ori pe timbrul cubanez: în 1974 cu ocazia vizitei lui Leonid Brejnev și în 1999 de aniversarea a 40 de ani de la Revoluție. El este faimos pentru discursurile sale lungi și detaliate, ce de obicei durează câteva ore și conțin multe date și referințe istorice.

### Drepturile omului
Regimul lui Fidel Castro a fost de nenumărate ori acuzat de abuzuri la adresa drepturilor omului, în special tortură, încarcerare arbitrară, procese nedrepte și execuții extra-judiciare. Grupuri ca Amnesty International și Human Rights Watch critică lipsa libertății presei, drepturilor civile, alegerilor libere și democratice, dar în special scoaterea în afara legii a grupurilor și organizațiilor politice de opoziție.

### Politica externă
La început SUA a recunoscut noul guvern. Castro a devenit prim-ministru în februarie 1959, dar curând relațiile cu America s-au deteriorat, după ce guvernul a început să exproprieze proprietățile deținute de concerne americane (în mare parte United Fruit). În februarie 1960, Castro a semnat un acord pentru a cumpăra petrol de la URSS. Când rafinăriile deținute de Statele Unite au refuzat să proceseze petrolul, au fost expropriate, iar SUA au rupt relațiile cu Cuba. Pe 16 aprilie 1961, Castro și-a descris revoluția ca fiind una socialistă, iar pe 17 aprilie a avut loc Invazia americană din Golful Porcilor, care a fost înfrântă de armata cubaneză.

#### Criza rachetelor
După consultațiile lui Nikita Hrușciov, conducătorul URSS, cu armata, în iulie 1962 s-a întâlnit cu Raúl Castro pentru a discuta detaliile plasării rachetelor nucleare sovietice în Cuba, dar avioanele de recunoaștere americane au descoperit instalațiile pe 15 octombrie 1962. Pe 22 octombrie, SUA a anunțat public descoperirea și a impus embargoul (numit "carantină") pentru a opri navele sovietice. În final Hrușciov a fost de acord să retragă rachetele, în schimbul retragerii în secret a rachetelor americane din Turcia și promisiunea de a nu invada insula.

## Declinul puterii
Pe 19 februarie 2008, Fidel Castro a declarat oficial că renunță la putere. În august 2006, în urma unei intervenții chirurgicale, cedase deja, cu titlu interimar, atribuțiile sale fratelui său, Raul. A murit la 25 noiembrie 2016, la vârsta de 90 de ani.